# Taraxacum torvum
Taraxacum torvum, trajnica, vrsta maslačka, endem je otoka Jan Mayen. Vrsta je opisana 1964.